# 新聞一覧
新聞一覧（しんぶんいちらん）は、新聞を地域別に列挙した一覧である。世界で読まれている新聞は、ここに紹介されていないものも多数存在する。ただし、網羅されている文献は限られている。日本貿易振興会発行の『世界の新聞雑誌ガイド』は、カナダ、中南米、北欧、トルコやバルカン半島をふくむ東欧、南アフリカに限らないアフリカ諸国、イラン、シンガポール、マレーシア、パキスタン、スリランカ、ネパール、ニュージーランドの各紙まで紹介している。ただし発行年度が1982年と古いので、各紙の刊行が続いているかは確認を要する。

## アメリカ合衆国
- USAトゥデイ（USA Today）
- ウォール・ストリート・ジャーナル（The Wall Street Journal）
- ニューヨーク・タイムズ（The New York Times）
- ロサンゼルスタイムズ（The Los Angeles Times）
- ワシントン・ポスト（Washington Post）
- デイリーニューズ（ニューヨーク版）（The Daily News）
- シカゴ・トリビューン（The Chicago Tribune）
- ニューヨーク・ポスト（New York Post）
- ヒューストン・クロニクル
- ダラス・モーニングニュース（Dallas Morning News）
- シカゴ・サンタイムス（Chicago Sun-Times）
- ボストン・グローブ（The Boston Globe）
- ニューズデイ（Newsday）
- サンフランシスコ・クロニクル（San Francisco Chronicle）
- アリゾナ・リパブリック（Arizona Republc）
- フィラデルフィア・インクワイヤー（Inquirer）
- スター・レッジャー（ニュージャージー州）（Star-Ledger）
- クリスチャン・サイエンス・モニター（The Christian Science Monitor）
- ハワイ報知（日本語新聞）
- フォワード（The Forward）
- オレゴニアン（The Oregonian）
- インディアナポリス・スター（Indianapolis Star）
- サンフランシスコ・エグザミナー（The San Francisco Examiner）
- 羅府新報
- ワシントン・スター
- ワシントン・タイムズ
- パシフィック・ビジネスニューズ
- デイリーニューズ（ロサンゼルス版）
- シアトル・タイムズ
- ソルトレイク・トリビューン
- マイアミ・ヘラルド
- アンカレッジ・デイリーニューズ
- パロアルト・デイリーニューズ
- ラ・オピニオン
- フレズノ・ビー
- タイムズ（アメリカ版）
- セントピーターズバーグ・タイムズ

## カナダ
- グローブ・アンド・メール

## ブラジル
- フォーリャ・デ・サンパウロ
- オ・グローボ
- オ・エスタード・デ・サンパウロ

## イギリス
- デイリー・テレグラフ（The Daily Telegraph/ The Sunday Telegraph）
- フィナンシャル・タイムズ（The Financial Times）
- ガーディアン（The Guardian）
- オブザーバー（The Observer）
- タイムズ（The Times /The Sunday Times）
- インデペンデント（The Independent)
- デイリーエクスプレス（Daily Express / Sunday Express）
- デイリー・メール（Daily Mail / Mail on Sunday）
- デイリー・スター（Daily Star Sunday）
- ピープル（The People）
- デイリー・ミラー（Sunday Mirror）
- デイリー・スポーツ（The Daily Sport / The Sunday Sport）
- サン（The Sun）
- ニュース・オブ・ザワールド（News of the World）
- ザ・モーニングスター(he Morning Star）
- メトロ（Metro）
- エコノミスト（The Economist）
- レーシングポスト（Racing Post）

## スペイン
- エル・パイス（一般紙）
- エル・ムンド （一般紙）
- ラ・バングアルディア （一般紙）
- エル・ペリオディコ・デ・カタルーニャ （一般紙）
- ABC （一般紙）
- エル・コレオ （一般紙）
- 20ミヌートス（フリーペーパーだがスペインでは新聞に分類される）
- マルカ（スポーツ紙）
- アス（スポーツ紙）
- エスパンシオン（経済紙）
- シンコ・ディアス（経済紙）
- エル・エコノミスタ（経済紙）

## フランス
- ル・モンド（Le Monde）
- リベラシオン（Libération）
- ル・フィガロ（Le Figaro）
- レキップ（L'equipe、スポーツ紙）
- レゼコー（Les Echos、経済紙）

## ドイツ
- フランクフルター・アルゲマイネ（Frankfurter Allgemeine Zeitung、略称：FAZ）
- ディ・ヴェルト（Die Welt）
- フランクフルター・ルンドシャウ（Frankfurter Rundschau）
- 南ドイツ新聞（Süddeutsche Zeitung、略称：SZ）
- ディー・ツァイト（Die Zeit、木曜日のみの週刊新聞）
- キッカー（Kicker Sportmagazin）

## イタリア
- コッリエーレ・デッラ・セーラ（一般紙）
- ラ・レプッブリカ（一般紙）
- アッヴェニーレ（英語版）（一般紙）
- ラ・スタンパ（一般紙）
- イル・メッサッジェーロ（一般紙）
- イル・レスト・デル・カルリーノ（英語版）（一般紙）
- イル・ファット・クオティディアーノ（英語版）（一般紙）
- イル・ガッゼッティーノ（英語版）（一般紙）
- ラ・ナツィオーネ（英語版）（一般紙）
- イル・ソーレ・24・オーレ（英語版）（経済紙）
- ラ・ガッゼッタ・デッロ・スポルト（スポーツ紙）
- コッリエーレ・デッロ・スポルト＝スターディオ（スポーツ紙）
- トゥットスポルト（英語版）（スポーツ紙）

## オーストリア
- デア・スタンダード

## スイス
- ノイエ・チュルヒャー・ツァイトゥング（新チューリッヒ新聞、Neue Zürcher Zeitung、ドイツ語）

## ポーランド
- ガゼタ・ヴィボルチャ（Gazeta Wyborcza）
- ジェチポスポリタ（Rzeczpospolita）
- トルィブナ（Trybuna）

## ギリシャ
- エレフセロティピア

## 大韓民国
- 中央日報
- 朝鮮日報
- 東亜日報

## 中華民国
- 中国時報
- 自由時報
- 聯合報
- 蘋果日報

## 中華人民共和国
- 人民日報（中国共産党機関紙）

ちなみに、中国語で「新聞」とは「放送・通信で使用されているニュース」という意味になる。

### 香港
香港に発行される繁体字中国語の新聞。
- 蘋果日報（自由主義を標榜する反北京・親民主派の代表的な新聞でもある）
- 明報
- 東方日報
- 太陽報
- 星島日報
- 新報

## 朝鮮民主主義人民共和国
- 労働新聞（朝鮮労働党機関紙）
- 民主朝鮮（政府機関紙）
- 朝鮮人民軍（朝鮮人民軍機関紙）
- ピョンヤン・タイムズ（The Pyongyang Times、英字紙）

## シンガポール
- ストレーツ・タイムズ
- 聯合早報

## タイ王国
- タイ・ラット（ไทยรัฐ）
- バンコック・ポスト（英字）
- ネーション（英字）

## ベトナム
- タインニエン
- サイゴン解放
- トゥオイチェー
- ニャンザン

## ミャンマー
- チェーモン（ကြေးမုံ）
- ミャンマー・アリン
- ニューライト・オブ・ミャンマー（英字）

## インド
- ザ・タイムズ・オブ・インディア

## オーストラリア
- ヘラルドサン（Herald Sun）
- West Australian
- デイリーテレグラフ（オーストラリア版）（Daily Telegraph）
- Sydney Morning Herald

## ニュージーランド
- ニュージーランド・ヘラルド

## ロシア
- イズベスチア（Известия）
- コムソモーリスカヤ・プラウダ（Комсомольская правда）
- コメルサント（Коммерсантъ、経済紙）
- ロシア新聞（ロシースカヤ・ガゼータ、Российская газета、政府発行）
- 論拠と事実（Аргументы и факты）
- ニェザヴィーシマヤ・ガゼータ（Независимая газета、独立新聞）
- モスコフスキー・コムソモーレツ（Московский комсомолец）
- セントピーターズバーグ・タイムズ
- モスクワ・ニュース（The Moscow News、英字新聞、2014年廃刊）

## リトアニア
- リエトゥヴォス・ジニョス（Lietuvos žinios）
- リエトゥヴォス・リータス（Lietuvos rytas）
- レスプブリカ（Respublika）

## アラブ
- アルアハラム（エジプト）
- アル・ハヤト（汎アラブ、サウジ系、ロンドン発）
- アッシャルクル・アウサト（汎アラブ、サウジ系、ロンドン発）

## サウジアラビア
- アッ=シャルク・アル=アウサト（アラビア語：الشرق الاوسط,）
- オカーズ新聞（アラビア語：صحيفة عكاظ）
- アル=ハヤー（アラビア語：الحياة）

## 南アフリカ
- ザ・インディペンデント（The Independent）
- ザ・メール&ガーディアン（The Mail & Guardian）
- ビジネス・デイ（Business Day）
- フィナンシャル・メール（Financial Mail）